# سانت ماري (كيبك)
سانت ماري، كيبك (بالإنجليزية: Sainte-Marie)‏ هي مدينة كندية تقع في مقاطعة كيبك. تبلغ مساحة هذه المدينة 107.1674 (كم²)، ويبلغ عدد سكانها 11584 نسمة حسب إحصاء سنة 2006 م، بينما كان يسكنها 11320 نسمة في سنة 2001 م. تحتل هذه المدينة المرتبة رقم 324 بين مدن كندا حسب عدد السكان والمرتبة رقم 83 في المقاطعة. النمو سكاني في هذه المدينة يقدر بـ(2.3).

## أعلام
- جوناثان فيرلاند
- توماس شابوت
- ماريوس باربو
- إدوارد لاكروا

## وصلات خارجية
- الأطلس الحكومي لكندا
- إحصاءات كندا مع ساعة تعداد السكان